# Medalla de Jallalabad
La medalla de Jallalabad (anglès: Jellalabad Medal) va ser una medalla de campanya emesa per la Companyia Britànica de les Índies Orientals. Va ser establerta per Lord Ellenborough, el governador general de l'Índia, el 30 d'abril de 1842.
La medalla va ser atorgada per la defensa de Jalalabad del 12 de novembre de 1841 al 7 d'abril de 1842, durant la Primera Guerra de l'Afganistan, a les tropes sota el comandament el comandament de Sir Robert Sale. Van participar uns 2.600 soldats, inclòs el 13è a Peu (l'única unitat de l'exèrcit britànic present), el 35è d'Infanteria nativa de Bengala, així com destacaments d'altres unitats de l'exèrcit indi i algunes forces afganeses lleials.
A més de la medalla, al 13è a Peu se li va permetre mostrar una corona mural i l'honor de la batalla "Jallalabad" als seus colors i la insígnia del regiment.

## Disseny
Es van atorgar dues versions diferents de la medalla Jallalabad.
La medalla original va ser produïda per la Casa de la Moneda de Calcuta. És de plata i fa 39 mil·límetres (1,5 polzades) de diàmetre.
- Anvers: una corona mural amb la paraula 'JELLALABAD' a sobre.
- Revers: la data 'VII ABRIL 1842' en tres línies.
- Suspensió: un tirant d'acer recte unit a la medalla mitjançant un clip d'acer. Aquesta suspensió original va ser sovint substituïda per una versió més decorativa.
- Denominació: emesa sense nom, la medalla sovint s'anomenava de manera privada. Les medalles concedides al 13è a Peu tenien gravat el nom i el regiment del destinatari a càrrec del seu comandant.[5]

Lord Ellenborough no estava satisfet amb el disseny i l'execució d'aquesta versió i, encara que s'adjudicava a soldats en servei, no es produïen suficients per lliurar als familiars més propers els que havien mort durant la campanya. Per tant, la Companyia de les Índies Orientals va decidir fer un altre tema d'un nou disseny. Tot i que els que van rebre la medalla original podien canviar-la per la nova, pocs ho van fer amb, per exemple, només cinc homes del 13è Peu van optar per intercanviar-se.
La segona versió de la medalla va ser dissenyada per William Wyon i produïda per la Royal Mint de Londres. És de plata i fa 36 mil·límetres (1,4 polzades) de diàmetre.

- Anvers: el cap diademat de la reina Victòria mirant a l'esquerra amb la inscripció "VICTORIA VINDEX" ( PROTECTOR ).[6]
- Revers: una figura alada de la Victòria sobrevolant la fortalesa de Jallalabad. A dalt hi ha la inscripció "JELLALABAD VII ABRIL" amb a sota l'any "MDCCCXLII" .
- Suspensió: un tirant recte unit a la medalla mitjançant un clip d'acer. Molts destinataris ho van substituir per una suspensió de plata més ornamentada.
- Denominació: el nom i el regiment del destinatari estaven impresos a la vora amb majúscules.

- La cinta d'ambdues versions era un patró d'arc de Sant Martí de moiré en vermell, blanc, groc, blanc i blau, comú a la majoria de medalles de la Companyia de les Índies Orientals.[7]

No es va atorgar cap fermall amb cap medalla.

## Guerra anglo-afganesa
Es van concedir quatre medalles de campanya separades a les forces dirigides britàniques que van servir a la guerra afganesa de 1839 a 1842:
- Medalla de Ghunzee. Assalt de la fortalesa de Ghuznee, 21-23 de juliol de 1839.
- Medalla Jellalabad. Defensa de Jalalabad , 12 de novembre de 1841–7 d'abril de 1842.
- Medalla de la Defensa de Kelat-I-Ghilzie. Defensa de Kelat-I-Ghilzie, gener-26 de maig de 1842.
- Medalla de Candahar, Ghuznee i Cabul. Operacions importants de 1842, l'últim any de la guerra.